# Алім Набієв
Алім Набієв (10 жовтня 1994 рік, Караджаєв) — український та азербайджанський професійний боєць муай-тай і кікбоксингу, який виступає в напівсередній вазі. Семиразовий чемпіон світу, триразовий чемпіон Європи.

## Біографія

### Ранні роки
Набієв народився в Грузії і жив там до чотирьох років.
У 5 років переїхав до України в місто Полтава, де закінчив школу. Після її закінчення вступив у Полтавський Кооперативний університет. Навчався на відділенні «Фінанси і кредит».
До 10 років Набієв займався футболом і тільки потім прийшов в муай-тай, наслідуючи приклад своїх братів.
Через два тижні після початку занять він взяв участь в дитячому чемпіонаті України, де дійшов до фіналу, але програв.
У Полтаві Алім тренувався і виступав за клуб «Легіон». Довгий час працював тренером Набієва в Україні, а після переїзду і в Росії — Руслан Кривуша.
Набієв дружить з Хаялом Джанієвим — бійцем муай-тай азербайджанського походження.

### Кар'єра бійця
Набієв вигравав чемпіонські пояси за різними версіями — IFMA, WMF, WMC, W5.
19 листопада 2016 року в Марселі на турнірі «Nuit des Champions 2016» в поєдинку з Йоханом Лідон, Набієв одноголосним рішенням суддів став чемпіоном WMC у вазі до 79,3 кг.
8 листопада 2016 року одноголосним рішенням переміг Володимира Моравчика в бою за чемпіонський титул W5 на «Legends in Prague» у вазі до 77 кг.
У 2018 році Набієв переїхав до Голландії, де почав займатися в залі Super Pro Sportcenter разом з Ріко Верховеном і Альбертом Краусом. Незважаючи на зміну тренувальної бази, Алім продовжив співпрацю з Едуардом Філбергером і командою Vityaz Fight.
22 червня 2019 року Набієв програв нокаутом Седрику Думбія в другому раунді бою за титул чемпіона GLORY у вазі до 77 кг.

## Цікаві факти
- Псевдонім у рингу — «Професор».[11]

- В різний час виступав за кілька країн — Україну, Росію і Азербайджан.[12]